# Жеден
Жеден је планина у северном делу Северне Македоније. То је гола и сува планина (1260 m) у окуци коју Вардар први пробијајући се кроз клисуру Дервен из полошке у скопску котилину. Састављена је од мермерастих кречњака, с местимичним крашким облицима. У подножју има јачих врела, а из најјачег Рашче напаја се скопски водовод. Јужним подножјем планине води савремени пут Скопље—Тетово, а кроз клисуру Дервен од 1952 и железничка пруга Скопље—Гостивар.